# Spuriopimpinella nikoensis
Spuriopimpinella nikoensis är en flockblommig växtart som först beskrevs av Yoshitaka Yabe, Tomitaro Makino och Kwanji Nemoto, och fick sitt nu gällande namn av Masao Kitagawa. Spuriopimpinella nikoensis ingår i släktet Spuriopimpinella och familjen flockblommiga växter. Inga underarter finns listade i Catalogue of Life.